# Новая Сетки 2020
Новая Сетки 2020 (англ. Nova Reticuli 2020) — видимая невооружённым глазом новая звезда в созвездии Сетки. Обнаружена 15 июля 2020 года. До этого была известна как переменная типа VY Скульптора и имела обозначение MGAB-V207.

## Переменная типа VY Скульптора
Переменность объекта впервые наблюдалась астрономом-любителем Габриэлом Муравски, сведения были опубликованы 6 августа 2019 года, объект получил обозначение MGAB-V207. Архивные фотометрические данные обзоров Catalina Real-time Transient Survey и ASAS-SN показали, что объект проявлял вариации яркости по типу новой звезды с изменением блеска от 15,8 до 17,0, а в конце 2006 года наблюдалось существенное потускнение. Анализ спектра показал, что звезда представляет собой горячий субкарлик спектрального класса B или белый карлик, что присуще переменным типа VY Скульптора.

## Вспышка новой
15 июля 2015 года Роберт Макнот открыл яркий транзиентный источник с видимой звёздной величиной 5,3, совпадающий по положению с MGAB-V207; по данным о спектре, полученном на Южноафриканском большом телескопе, объект представляет собой классическую новую звезду. В спектре видна серия Бальмера, эмиссионные линии OI и FeII с профилями типа P Лебедя. Анализ спектра по данным наблюдений на телескопе Advanced Technology Telescope выявил сходство с новой Стрельца 1991 года, в момент трёх дней после максимального блеска. Изображения, полученные до официального открытия, показали, что пик блеска пришёлся на 9 июля 2020 года, видимая звёздная величина достигла 3,7. В течение нескольких дней после открытия новая ослабевала на 0,2-0,3 звёздные величины в сутки. Это третий известный случай, когда известная катаклизмическая переменная вспыхнула как новая звезда, ранее наблюдались V407 Лебедя и V392 Персея.